# Faillissement

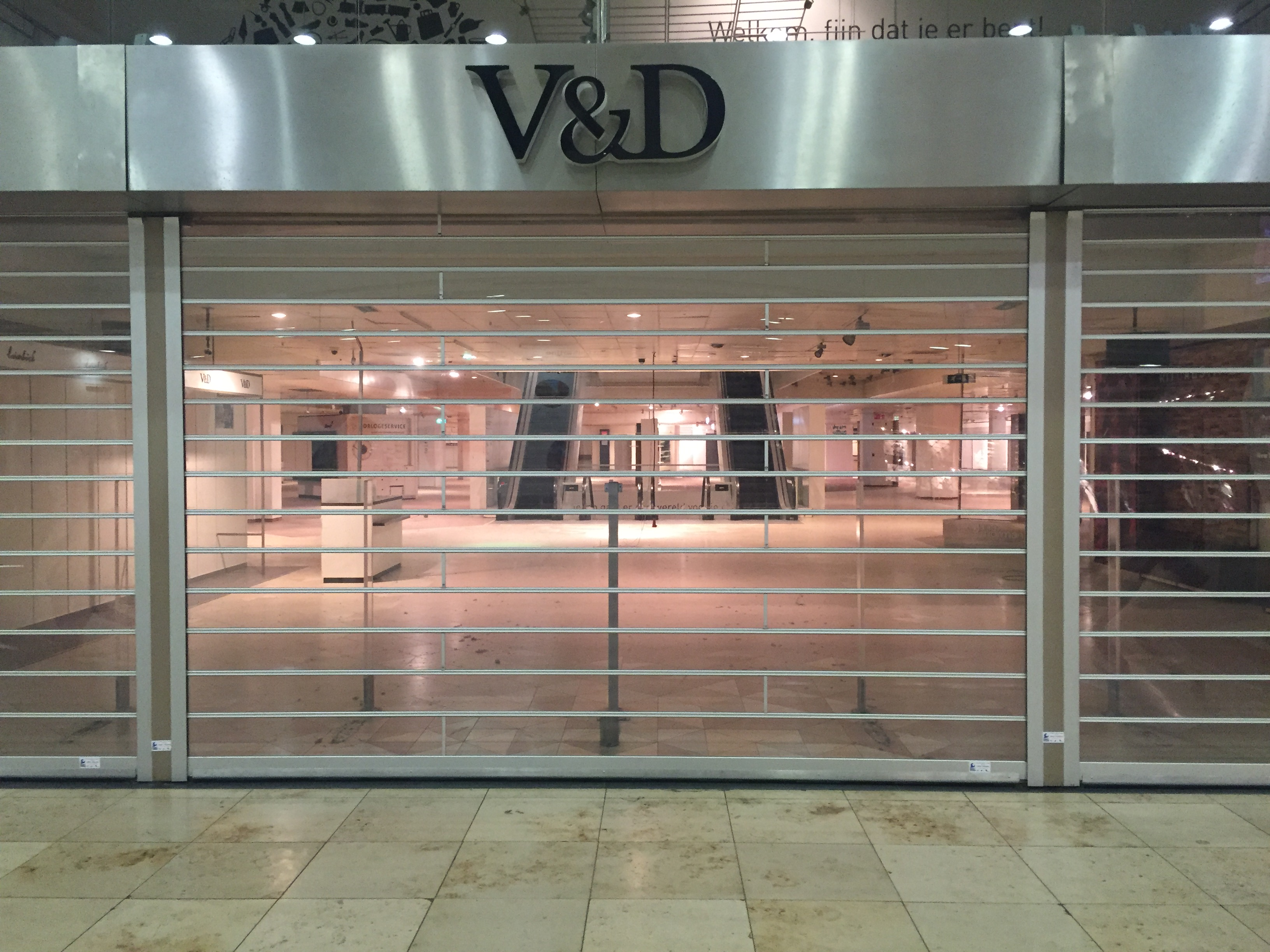
Een gesloten filiaal van V&D in Utrecht nadat de winkelketen op 31 december 2015 failliet was verklaard

Het faillissement is een gerechtelijk beslag op het gehele vermogen van een rechtspersoon of natuurlijk persoon die langdurig niet meer in staat is aan zijn/haar financiële verplichtingen te voldoen. Het is een zware juridische maatregel die wordt opgelegd ten behoeve van de gezamenlijke schuldeisers, in het algemene belang van een geordend rechtsverkeer. De (rechts-)persoon die failliet verklaard wordt heet '(een) failliet'. Andere termen voor het wettelijke begrip faillissement zijn bankroet, insolventie en het van oorsprong jiddische pleite.
Tegelijk met het uitspreken van een faillissement stelt de rechtbank een curator aan die de boedel moet gaan beheren en afwikkelen. De curator heeft als taak zoveel mogelijk de openstaande vorderingen te innen en goederen te gelde te maken, om de opbrengst vervolgens te kunnen verdelen onder de schuldeisers. Heeft een rechtspersoon schulden maar nauwelijks of geen baten, dan kan het zijn dat geen vereffening volgt, en de rechtspersoon van rechtswege onmiddellijk ophoudt te bestaan.
Een faillissement kan gezien worden als een collectieve verhaalprocedure.

## Etymologie
De term bankroet komt van het Italiaanse 'banca rotta' ('de bank is gebroken'). Handelaren deden zaken aan een soort tafel of toonbank, vanwaaruit via metonymie de benaming "bank" voor een financiële instelling is ontstaan. Deze bank werd stukgeslagen wanneer de handelaar zijn schulden niet meer kon betalen. Faillissement is afkomstig van het Franse 'faillir', dat 'mislukken' of 'falen' betekent.

## Geschiedenis
In de late middeleeuwen werd in de Lage Landen bij een banqueroet de schuldenaar vaak opgesloten, om de persoon te straffen voor het onzorgvuldige beheer en om familie of vrienden te dwingen zijn verplichtingen na te komen. Elders in Europa konden voortvluchtige ‘bankroetiers’ aan de galg eindigen. In de florerende industriestad en havenstad Antwerpen werd in 1518 een Insolvente Boedelskamer bij de rechtbank opgericht, speciaal om mensen en bedrijven met hoge schulden te ondersteunen bij de afwikkeling. In Amsterdam werd dit Antwerpse voorbeeld in de 17e eeuw gevolgd, toen er in de stad veel financiële tegenslag was door een teruglopende markt. In 1643 werd een speciale rechtbank opgericht om de schepenen te ontlasten, de Desolate Boedelskamer. Deze was gevestigd in het stadhuis, het huidige Paleis op de Dam. Een bekende failliet uit die tijd was de kunstschilder Rembrandt van Rijn.
Crediteuren zagen al snel dat een ordentelijke afhandeling door de Boedelskamer in hun voordeel was. Door het objectief en transparant beschikbaar stellen van informatie aan alle crediteuren, kon het gebrek aan vertrouwen in de insolvente schuldenaar worden hersteld.

## Internationale regelingen
Sommige landen kennen juridische alternatieven voor het faillissement, met naast veel overeenkomsten ook enkele verschillen. In Europees verband heeft men enige eenvormigheid betracht middels de Europese Insolventieverordening, maar deze laat nationale wetgeving onverlet en dient vooral ter voorkoming van competentie-geschillen bij internationale faillissementen. Op de volgende punten verschillen regelingen nog weleens van elkaar:
- De voorwaarden voor inwerkingtreding van de regeling. In Nederland is deze bijvoorbeeld 'opgehouden te hebben met betalen', maar in andere landen is een negatief eigen vermogen voldoende. Een liquidatie- of vereffeningsprocedure ingaan of eindigen met een negatief eigen vermogen leidt overigens doorgaans zonder meer tot faillissement, tenzij de aandeelhouder bereid is de vennootschap te ondersteunen.
- De vraag wie faillissement mag of moet aanvragen. Soms geschiedt dit op verzoek van een of meer crediteuren, maar in sommige landen moet de vennootschap zelf of het bestuur onder bepaalde voorwaarden faillissement aanvragen. Verliezen laten oplopen zonder faillissement aan te vragen kan een reden zijn voor bestuurdersaansprakelijkheid of kan gelden als misdrijf.
- De vermogensbestanddelen en vorderingen die onder het faillissement vallen (pand- en hypotheekrechten, eigendomsvoorbehouden), alsmede de posities van eventuele bevoorrechte of preferente schuldeisers.
- Eventuele verplichtingen van crediteuren. Soms zijn zij verplicht te blijven leveren aan 'de failliet', ook als er nog een vordering openstaat waarvan niet zeker is of die wel voldaan wordt.
- Is de procedure gericht op liquidatie, sanering of herstructurering?
- Eventuele instrumenten tegen faillissementsfraude;
- De positie van aandeelhouders;
- Een mogelijkheid tot schuldsanering en het verkrijgen van een 'schone lei' voor een natuurlijk persoon;
- Het al dan niet herleven van schulden na faillissement;
- Aansprakelijkheid van directeuren en andere personen die invloed hebben of hadden op het beleid bij faillissement van een vennootschap.

Het Angelsaksisch model gaat over het algemeen sterk uit van continuïteit van de bedrijfsvoering (doorstart), en faillissementen zijn daar vooral herstructureringsprocedures. Ook voor een failliet verklaard individu zijn de gevolgen doorgaans relatief licht en kan hij of zij na de afhandeling met een schone lei beginnen, zij het met een sterk verslechterde creditrating. In de continentaal-Europese landen die het Rijnlands en Scandinavisch model volgen ligt dit anders: faillissementen zijn vooral verhaals- en liquidatieprocedures die erop gericht zijn om de schuldeisers zo veel mogelijk van hun vordering uit te betalen.

## Varia
In 1989-1990 procedeerde de Nederlandse journalist Willem Oltmans samen met de Surinaamse oud-minister André Haakmat tot aan de Hoge Raad wegens een door hem gewenste faillietverklaring van de Republiek Suriname vanwege een hem verschuldigde betaling van 72.500 gulden voor werkzaamheden ten behoeve van de regering van Desi Bouterse. De rechtbank Den Haag achtte de door Suriname betwiste vordering te gering om het gewenste faillissement te kunnen uitspreken. De civiele kamer van de Hoge Raad oordeelde dat een vreemde staat niet failliet kan worden verklaard. Dat zou volkenrechtelijk een onaanvaardbare inbreuk opleveren op de souvereiniteit van de betreffende staat.

## Zie verder
- Faillissementswet (België)
- Faillissement (Nederland)
- Surseance van betaling
- Wet schuldsanering natuurlijke personen (Wsnp)